# 다이싸이온산염
다이싸이온산염(영어: dithionate) 음이온인 S
2O2−
6은 다이싸이온산인 H2S2O6에서 유도된 황의 산소 음이온이다. 메타바이설페이트(영어: metabisulfate)라고도 한다. 다이싸이온산염의 화학식은 때때로 [O3SSO3]2−와 같은 반구조 형식으로 쓰여진다. 다이싸이온산염은 폴리싸이온산염의 첫 번째 구성원이다.
다이싸이온산염 이온의 황원자는 S–S 결합의 존재로 인해 +5의 산화수를 갖는다. 일반적으로 다이싸이온산염은 쉽게 산화되거나 환원되지 않는 안정한 화합물을 형성한다. 강력한 산화제는 이들을 황산염으로 산화시키고 강력한 환원제는 이들을 아황산염과 아다이싸이온산염으로 환원시킨다. 다이싸이온산염의 수용액은 매우 안정적이며 분해없이 끓일 수 있다.
결정질의 다이싸이온산염에 감마선을 조사하면 SO•−
3 라디칼 이온이 생성된다. The unpaired electron in the SO•−
3 라디칼의 홀전자는 전자 스핀 공명으로 감지할 수 있으며, 다이싸이온산 바륨은 방사선 선량계의 기반 물질로 제안되었다.
다이싸이온산염 이온은 두 자리 리간드로 작용할 수 있다.
고체 상태의 다이싸이온산염 이온의 구조는 Na2S2O6·2H2O에서 비틀림형 입체구조인 반면 무수 칼륨염에서는 거의 중첩형 입체구조이다.

## 화합물
다이싸이온산염 이온을 포함하는 화합물들은 다음과 같다.
- 다이싸이온산 나트륨, Na2S2O6
- 아다이싸이온산 칼륨, K2S2O6
- 다이싸이온산 바륨, BaS2O6